# Terek (rivier)
De Terek (Georgisch: თერგი, Tergi; Ossetisch: Терк, Terk; Russisch: Терек, Terek; Tsjetsjeens: Terk) is een rivier in Georgië en Rusland en is na de Koeban de grootste rivier die ontspringt in de Kaukasus. De lengte bedraagt 623 km. Ze mondt uit in de Kaspische Zee.

## Ligging
De rivier begint aan de noordkant van de waterscheiding van de Grote Kaukasus op Georgisch grondgebied bij de gletsjer op de 3847 meter hoge Zilgachochiberg, gelegen ten zuidwesten van de berg Kazbek. De rivier stroomt eerst in oostelijke richting langs het dorp Abano in de Troesovallei, om vanaf Almasiani in noordelijke richting te stromen en via Stepantsminda de Georgisch-Russische grens in de Darjalkloof te passeren. Vanaf hier doet de rivier vier Russische autonome republieken aan: achtereenvolgens Noord-Ossetië, Kabardië-Balkarië, opnieuw Noord-Ossetië, Tsjetsjenië en Dagestan. De grootste stad aan de rivier is Vladikavkaz, de Noord-Ossetische hoofdstad, waar de rivier de Noord-Kaukasische vlakte bereikt.
De benedenloop van de rivier is samen met de noordelijker Koema van belang voor de irrigatie van de Nogajsteppe. Bij Mozdok begint een kanaal dat de beide rivieren verbindt. Het laatste, Dagestaanse traject bestaat uit een zeer omvangrijke delta. De hoofdtak bereikt de zee bij het schiereiland Agrachan.

## Geschiedenis
In 1395 vond bij de rivier de Slag aan de Terek plaats. Dit was de tweede grote veldslag in de oorlog tussen Timoer Lenk en Tochtamysj.
Tijdens het bewind van Ivan IV (1530-1484) breidde het Russische Rijk uit naar het zuiden. De rivier werd een belangrijke linie met forten om enerzijds het Rijk tegen aanvallen van de zuidelijke bergbewoners, waaronder de Circassiërs, te beschermen en anderzijds als springplank om de expansie zuidwaarts te continueren.
In de Tweede Wereldoorlog bereikten de Duitse troepen de stad Mozdok aan de Terek. Tijdens operatie Fall Blau rukten de troepen op en namen op 25 augustus 1942 de stad in. Ruim vier maanden later, 3 januari 1943, werd Mozdok heroverd door de Sovjets.